# Écoquartier de l'Union
Pour les articles homonymes, voir L'Union.
L'Union (écoquartier de l'Union, ou ZAC de l’Union) est un vaste ensemble foncier intra-urbain de 80 hectares environ, situé non loin de la frontière belge au nord-est de Lille (Métropole européenne de Lille, Hauts-de-France), reconnu « projet d'avenir » par le concours « écoquartier » du ministère de l’Écologie en 2009. Ce projet a été en 2011 primé « Grand Prix national EcoQuartier 2011 » parmi 24 projets de qualité retenus en France sur 394 dossiers de candidature.
rem : un quartier de Mons-en-Barœul, géographiquement assez proche, celui du "Nouveau Mons" a, lui aussi, été primé (prix Performances écologiques, mention approche écologique globale).
Plus précisément, le site s'étend sur le territoire de 9 quartiers et trois villes: Roubaix, Tourcoing, et Wattrelos respectivement 2e, 4e et 11e communes les plus peuplées du Nord-Pas-de-Calais en 2010,. C'est un ancien ensemble industriel dense et autrefois habité par les ouvriers qui y travaillaient. Il est devenu friche industrielle et urbaine dans les années 1990-2000, à la suite de la triple crise du charbon, de la métallurgie et du textile.
Ce site fait actuellement l'objet d'un projet ambitieux de « ville renouvelée » et durable, issu de l'Agenda 21 de LMCU, sous maitrise d'ouvrage Lille Métropole Communauté Urbaine, confié à un aménageur (Groupement SEM Ville Renouvelée dirigée par Jean Badaroux et présidée par Michel-François Delannoy) et la SAEM (Société anonyme d'économie mixte) Euralille), combinant les pôles d'excellences métropolitains et régionaux (CETI et Plaine Images) tout en s'appuyant sur des outils fiscaux de type Zone franche urbaine et Zone de revitalisation, avec une volonté de mixités sociales et fonctionnelles). 

Ce projet a été dessiné par l'agence d'urbanisme Reichen et Robert, incluant un projet qui a évolué vers l'écoquartier avec une forte dimension sociale (3 000 habitants ; 6 000 emplois) et mélangeant logements entreprises et projet de grand parc urbain intégré dans la trame verte et bleue locale, avec une importante dynamique associative.
En ce qui concerne la superficie, parfois classée dans les « mégasite », cette zone est l'un des plus grands chantiers intra-urbains de France, et le plus grand en tant que réhabilitation d’une friche industrielle (près de 80 ha, incluant l'ancienne brasserie Terken, Logicil, la Tossée), réhabilité en se voulant zones d’activité de haute qualité environnementale et écoquartier, en associant les habitants et représentants de futurs habitants du quartiers au projet, ce qui est rendu difficile par le fait que la plupart des habitants ont disparu du quartier dans les années 1980-2000.
Les deux pôles d'excellence à dimension internationale associés au quartier et voulus par la Métropole Européenne de Lille sont la Plaine images et le Centre européen des textiles innovants. Le premier est consacré à l'image numérique et aux industries créatives, contient plus d'une centaine d'entreprises (dont Ankama) et est associé entre autres au Fresnoy, studio national des arts contemporains; le second est un centre de recherche et d’essai technique unique au monde dédié aux textiles et un pôle de compétitivité mondial (UP-tex).

## Gouvernance du projet
Sur ce site dont l'histoire est emblématique du « développement non durable » et des inégalités environnementales, mais que certains habitants n'ont jamais voulu quitter, dans une démarche participative, un collectif d'habitants, la communauté urbaine et les communes ont souhaité mettre en place un programme de renouvellement urbain, qui au fur et à mesure de son évolution a cherché à inclure les principes et critères du développement durable. 

Avec le soutien de l'état et de nombreux partenaires, dans le cadre de l'Agenda 21 de Tourcoing, et dans le cadre de l'Agenda 21 et de la charte éco-quartiers de Lille Métropole Communauté urbaine adoptée en 2007, la zone de l'Union pourrait ainsi devenir le plus grand éco-quartier de France où se côtoieront (selon l'état actuel du programme) de l'habitat, des entreprises et un réseau d'espaces verts.
Une triple assistance à maîtrise d'ouvrage (AMO) a été retenue avec ;
1. Le groupement Setec Environnement - CSTB (Sociologie urbaine), qui doit aider l'aménageur à intégrer la thématique du développement durable[13],[1].
2. le Groupement Burgeap-Montesquieu Avocats chargé de travailler sur les questions de pollution des sols et de la nappe[1];
3. une agence de communication (Agence Sous tous les angles) pour la gestion de l'information.

Le Syndicat mixte Espace Naturel Lille Métropole (ENLM), gestionnaire des espaces verts de la communauté urbaine (LMCU), et en particulier du Parc de la Deûle a installé une de ses antennes en bordure du site. Il pourrait être le futur gestionnaire des espaces verts ou d'intérêt écologique.
En mai 2005, plusieurs acteurs associatifs locaux notamment créés par des habitants et anciens salariés (dont du peignage de la Tossée), avec le soutien de l’Université populaire et citoyenne (UPC) de Roubaix créent le « collectif de l’Union ». C'est un espace et dispositif de médiation et de dialogue avec les pouvoirs publics, lié par une convention de subvention avec la S.E.M. Ville Renouvelée. Il vise à interpeller les décideurs sur la meilleure prise en compte la reconversion économique et environnementale dans le projet de l'Union, dans une approche d'économie solidaire.
Le collectif étudie ce qui se fait ailleurs (benchmarking ou "parangonage") et organise notamment des journées d’études à « Emscher Park » (site reconverti, pour partie comparable, de la Ruhr en Allemagne). En 2009-2010, sur la base des concertations locales et d'exemples de « bonnes pratiques » observés ailleurs, il propose la création de 9 ha de maraîchage (agriculture biologique|bio), sur le principe des AMAP), 600 logements groupés écologiques, un réseau cohérent d'espaces dédiés à la biodiversité, des espaces d'éducation populaire pour permettre une participation éclairée, active et durable des habitants au projet. Le collectif fait aussi des propositions sur les transports et la place de la voiture. Il crée notamment la Cense de la Tossée qui portera le projet de maraîchage, une association HEP (Habitats écologiques partagés) intégrant des approches coopératives et collaboratives innovantes, etc.
Le projet, par son caractère innovant, intéresse aussi des universitaires, des réseaux d’échanges sur l’innovation citoyenne (comme RECit),, des chercheurs, dont certains de Sciences Po et du CERAPS / IEP de Lille 2, du GRACC-CERIES Lille 3 et de l'École nationale supérieure d'architecture et de paysage de Lille (basée à Villeneuve-d'Ascq) ou de l'UPC (l'Université populaire et citoyenne) de Roubaix. Chaque année, des étudiants travaillent sur le site à comprendre ou accompagner les processus de gouvernance et d'urbanisme en cours.
Le 5 décembre 2009, les Premières assises de l'Union se sont tenues à Tourcoing, évoquant les projets d’habitats coopératifs (sur la zone de l’Union et aux alentours). La Maison de l’Architecture et de la Ville (MAV), à Lille le 12 mai 2011 a lancé une exposition consacrée aux programmes neufs de l'Union. Un « référentiel dynamique » Développement durable, établi en 2010, est l'un des cadres proposés à la gouvernance du projet, ainsi qu'un plan directeur produit par la SEM et l'équipe Reichen et Robert.
Outre un Comité consultatif, lors des secondes « Assises de l’Union », en 2001, un « club des partenaires » a été créé, associant les acteurs volontaires et impliqués.
Pour choisir des noms de rues, places, jardins, etc., la commission intercommunale a souhaité la participation des habitants. L'écrivain Franck Pavloff a été choisi pour animer la réflexion à ce sujet, avec l'architecte Patrick Bouchain via le « laboratoire de noms ».

## La géographie du site
Le cadastre matérialise cette zone comme étant située à l'Est du boulevard Gambetta – république, à l'ouest du boulevard des Couteaux, au nord du boulevard d’Armentières, la rue Jacquard et la rue Rollin et au sud des rues de Magenta, de la Fonderie, des Omnibus.
Comme en témoignent certains noms de voies (rue Jacquard, rue de la Fonderie), la zone de l'union est très fortement marquée par l'histoire industrielle de la région (filatures, charbon, métallurgie en particulier) et par ses séquelles socioéconomiques et environnementales.
Elle est aussi marquée par 3 infrastructures majeures que réunissent les rues de Tourcoing et de Roubaix :
- le boulevard urbain de l’Union ; section 7 de la VRU (voie rapide urbaine) sur un axe Sud-Est/Nord-Ouest[24]
- le canal de Roubaix (orienté Sud-Ouest/Nord-Est) qui le limite ou traverse une partie de la zone[24] ; 
Ce canal a fait l'objet à partir de 2007 d'une remise en navigation (programme Blue Links), opérationnelle en 2009[24]. Des voies vertes aménagées sur les chemins de halage de chaque rive font partie de la véloroute du canal de Roubaix elle-même intégrée dans la véloroute EuroVelo 5.
- la voie ferrée qui longe le site, surtout perceptible par le bruit des trains[24]

## La géographie du projet
Le futur écoquartier devrait être composé de 11 secteurs
| Nom du secteur                                          | Contenu du programme | Surface et Occupation |
| ------------------------------------------------------- | --- | --- |
| Mercure                                                 | Autour de la tour existante "Mercure", ce secteur, directement accessible par le métro (Station Mercure), sera réservé à l'activité tertiaire | Il accueille depuis mai 2015 le siège de Lille Métropole Habitat. |
| La plaine Images (anciennement « Vanoutryve »)          | Secteur dédié aux filières d'excellences traitant de l'image                                                                                  | 4,5 ha, en partie occupé dès 2010/2011 (incubateur, hôtel d'entreprise...) |
| Secteur central                                         | CETI et filière d'excellence pour les textiles techniques et innovants (45 000 ha de foncier réservé)                                         | 3,5 ha. Le CETI a ouvert en 2012, avec locaux pour la recherche, et incubateur d'entreprises                                                                                        |
| Îlot Stephenson                                         | Zone d'habitat, avec maisons anciennes de brique, des années 1920-1930, en bord de rue avec jardins à l'arrière                               | Réhabilitation avec l'aide d'un architecte et de l'association d'architectes Construire, ouvert à des "habitants-constructeurs" et visant à produire une Habitation à loyer modéré. |
| Les quais de l'Union (anciennement « Triangles »)       | Dominante tertiaire, avec 5 immeubles neufs prévus (8 étages max) pouvant accueillir plusieurs centaines d'emplois                            | Ouverture échelonnée entre 2012 et 2020 |
| La Tossée                                               | Lieu multi-usages (équipements, commerces, habitat), nommé d'après l'ancienne usine                                                           | - |
| Le drapé (initialement dit « La plaque »)               | Partie proche du Canal de Roubaix, avec parc, élément de la trame verte et bassins paysagés recueillant les eaux de ruissellement             | - |
| Le parc                                                 | Espace vert prolongeant le Drapé | - |
| Les rives de l'Union                                    | Secteur de l'ancienne brasserie Terken, sur la rive-Est du canal                                                                              | 45 000 m2 de logements, et siège mondial de Kipsta, filiale d'Oxylane (ex-Decathlon) (2014)                                                                                         |
| Les rives de l'Union-Sud (Anciennement « Cul-de-four ») | Secteur à dominante résidentielle et économique, à petits immeubles                                                                           | - |
| Saint-Joseph                                            | Secteur situé entre le Canal et Roubaix-centre                                                                                                | 20 000 m2 d'activités et de logements sont prévus là |

## Composition par type d'activité (tel qu'envisagé en 2009)
| Type d'activité       | m² de Surface hors œuvre nette (SHON) |
| --------------------- | ------------------------------------- |
| Logements             | 131 109 m2 (soit 1542 logements)      |
| Équipements publics   | 75 750 m2                             |
| Commerces et services | 10 000 m2                             |
| Bureaux/activités     | 286 476 m2                            |

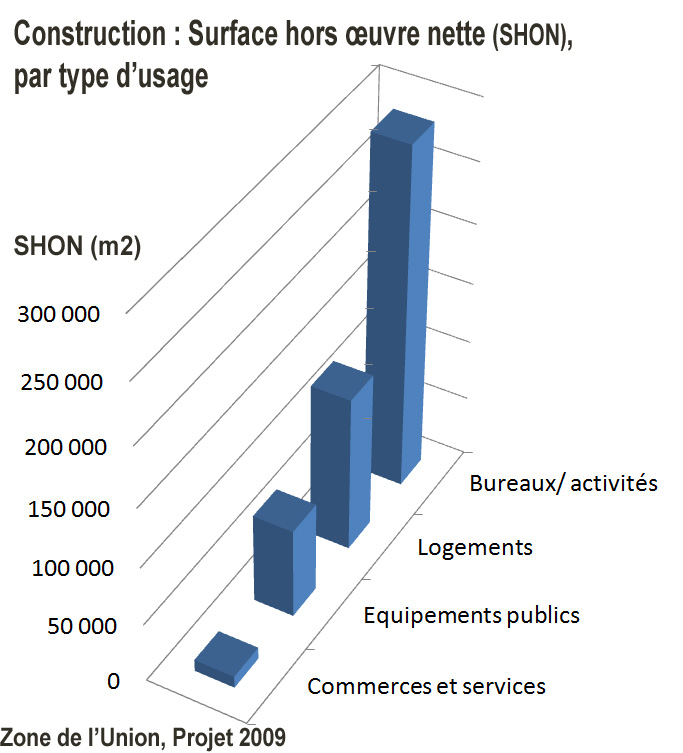
Mixité des fonctions ; Surface hors œuvre nette (SHON), par type d'usage

Typologie (statut) de l'Habitat (telle que prévue en 2009)
| Type statutaire d'habitat                        | en % du total |
| ------------------------------------------------ | ------------- |
| Logement social locatif                          | 30 %          |
| Logement en accession sociale ou à coût maîtrisé | 30 %          |
| Logement en accession libre                      | 40 %          |

## Paysage
Après plus d'un siècle de période industrielle dure inscrite dans un paysage fermé et très minéral de brique rouge, béton, cheminées et toitures industrielles, d'un environnement bruyant et parfois enfumé, l'apparition de la friche s'est traduite par un certain retour de la nature (vastes espaces de graminées, lignes de buissons, bosquets et début de mégaphorbiaie sur les parties plus humides…)
Des plantes reliques des anciens jardins ouvriers ou de la végétation décorative autrefois entretenue dans quelques sites industriels persistent, plus ou moins noyées dans une flore spontanée typique des friches de cette région. Des talus issus des remblais/déblais qui ont accompagné les démolitions et des installations empêchant le franchissement des véhicules marquent aussi les points haut. La friche est traversée par des restes de routes, dont une voie pavée et elle est bordée par des alignements de maisons de briques rouges occupées par d'anciens habitants qui ont décidé de rester sur place.
Quelques bâtiments plus imposants demeurent comme la brasserie Terken, la Tour mercure ou l'usine Leroux.

## Histoire du site

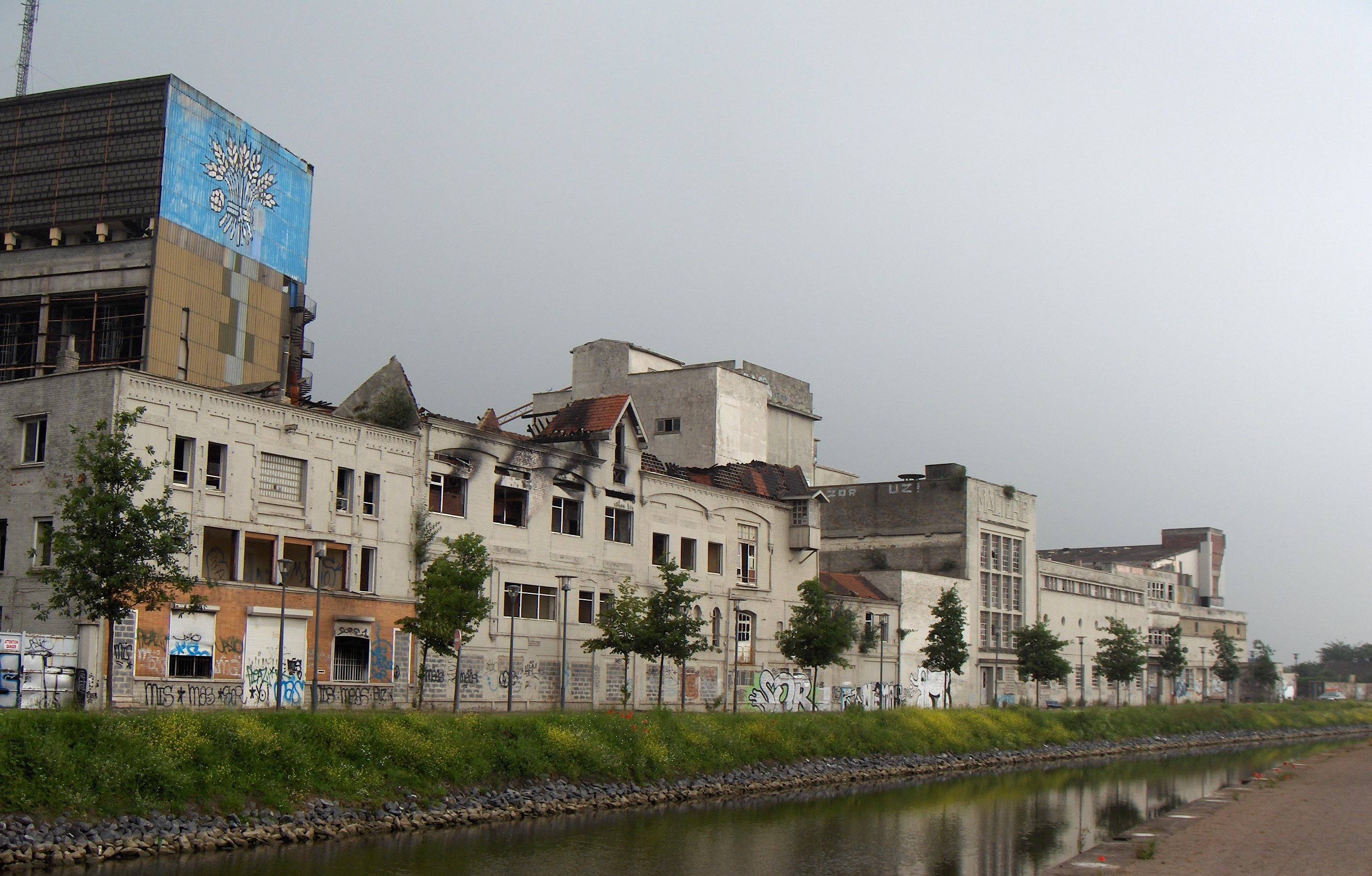
L'ancienne brasserie Terken

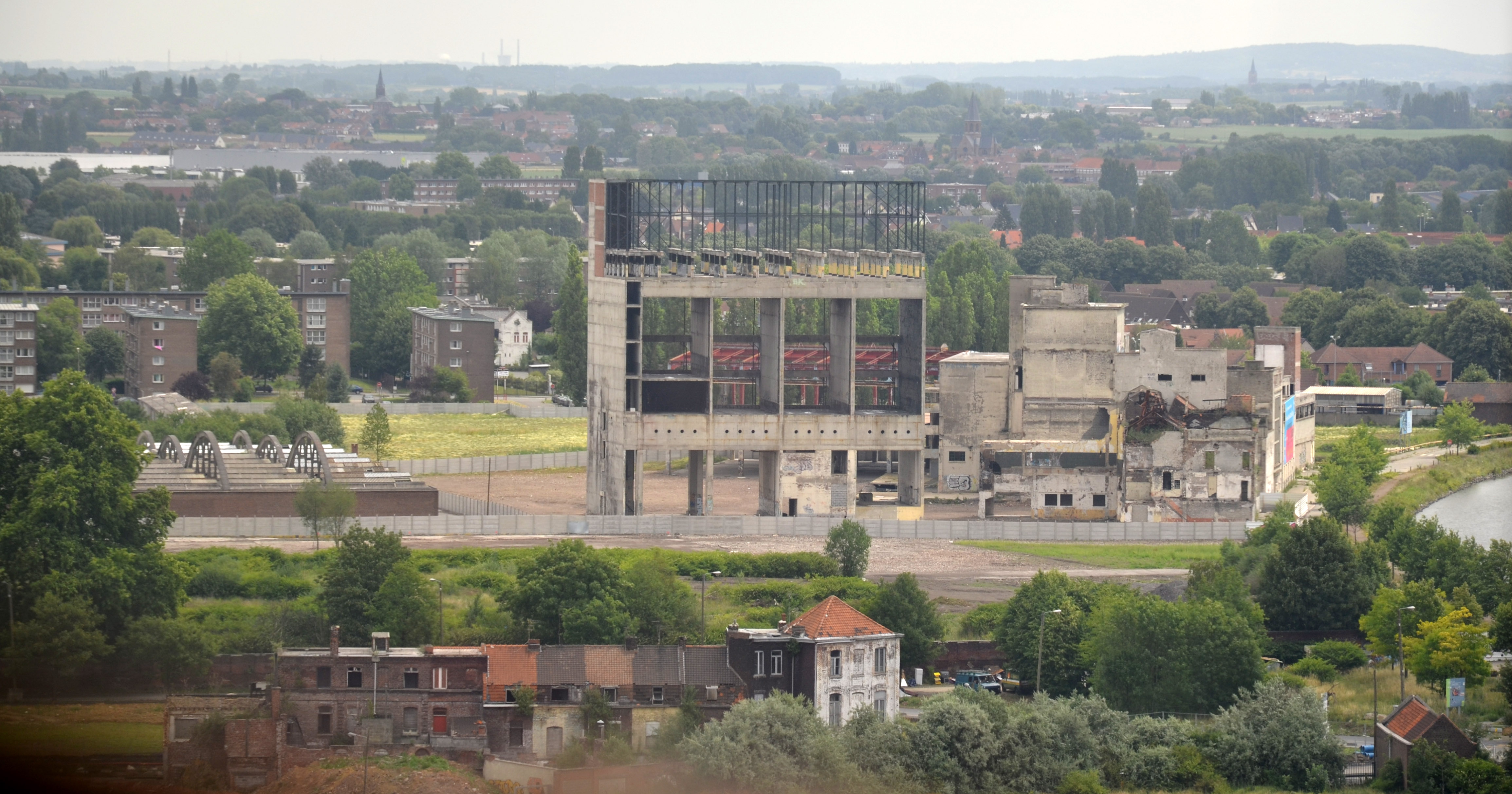
Autre vue de la brasserie Terken, en cours de réhabilitation (juin 2011)

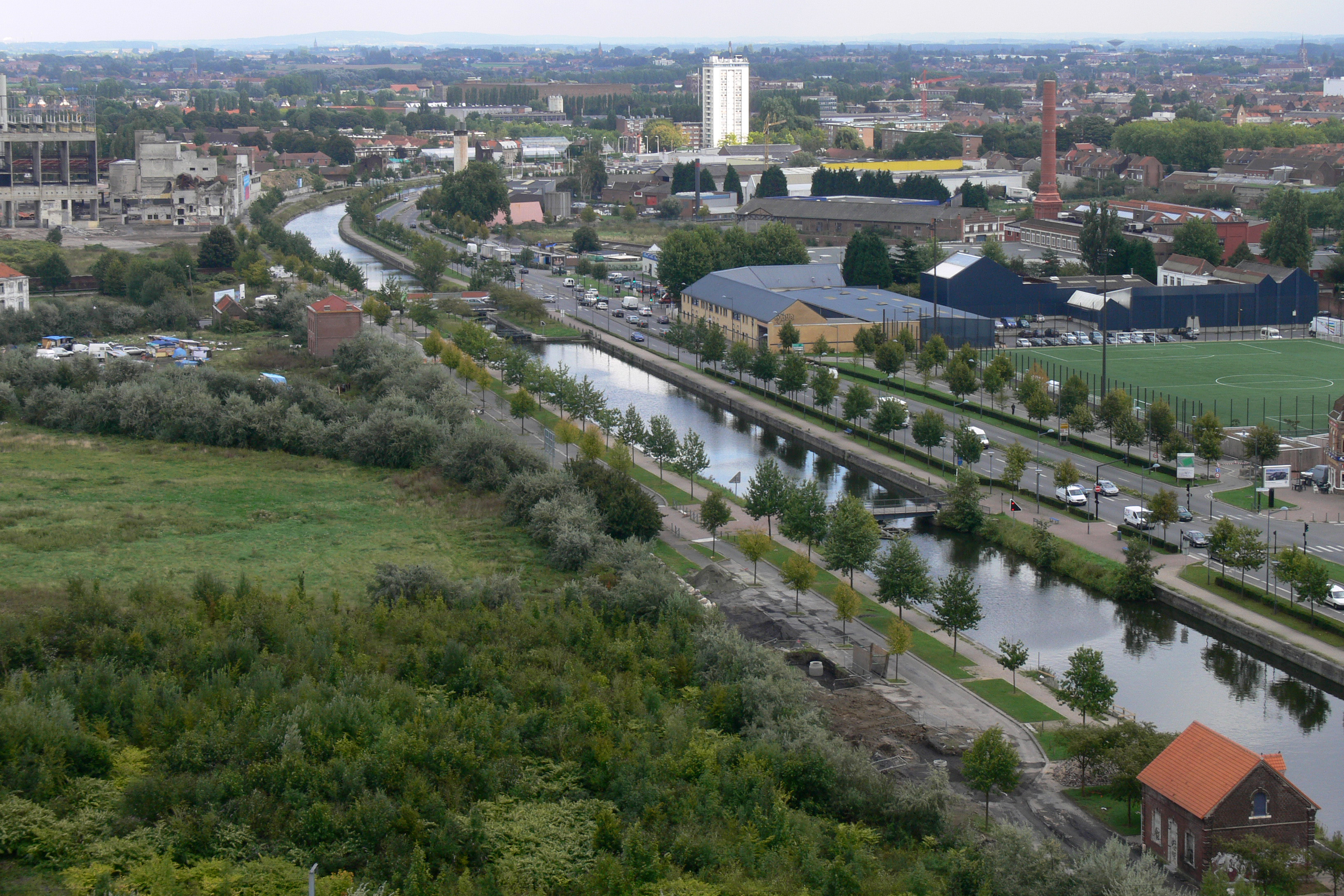
Secteur du projet d'écoquartier de l'Union rebaptisé "Le drapé", bordant le Canal de Roubaix, avec une écluse et un pont tournant. .. et l'ancienne « usine Terken » visible au fond à gauche (base de la future zone des "rives de l'Union"), en septembre 2010

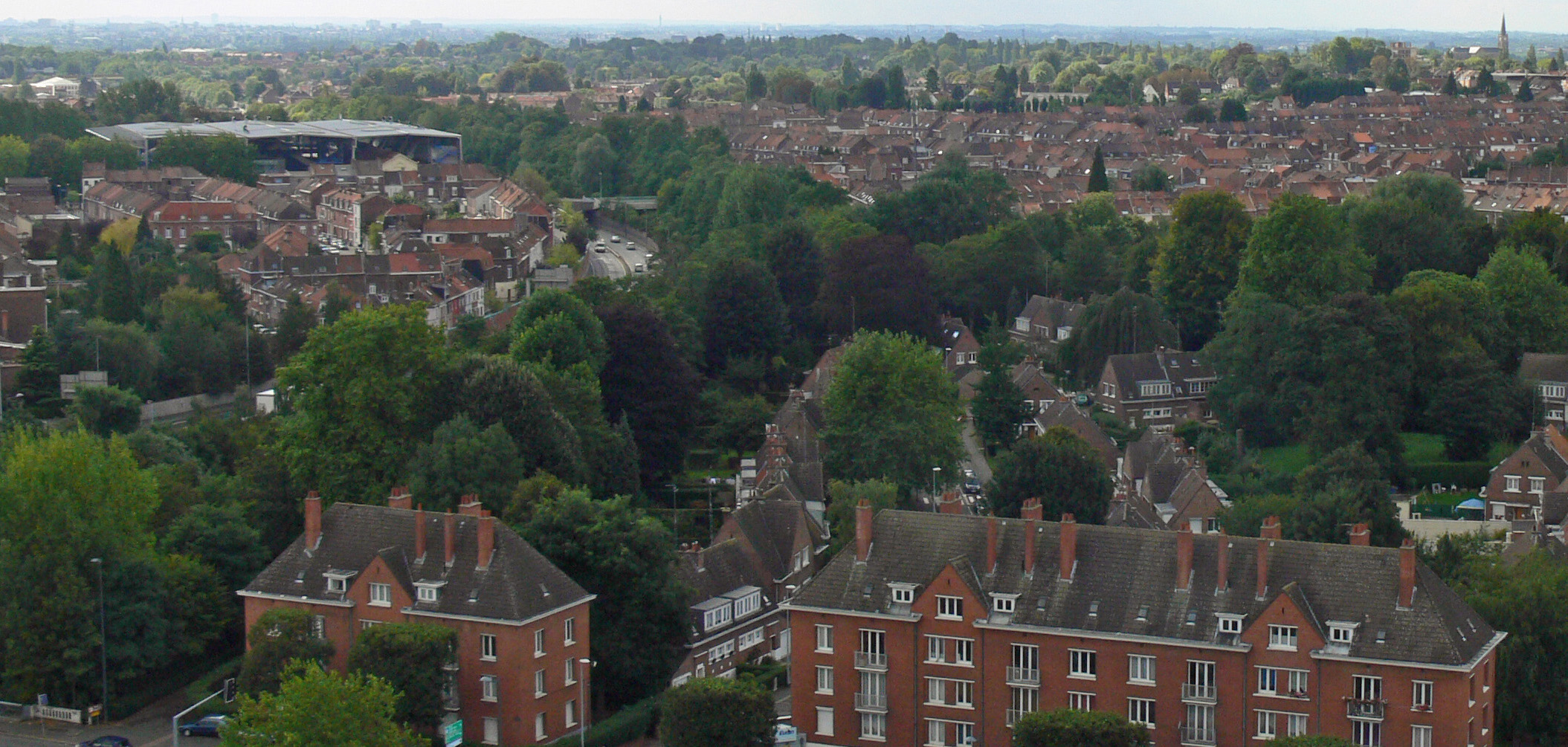
Vue de la périphérie de la Zone de l'Union, avec la Voie rapide urbaine (VRU) vers Lille, qui longue le canal bordé d'arbres

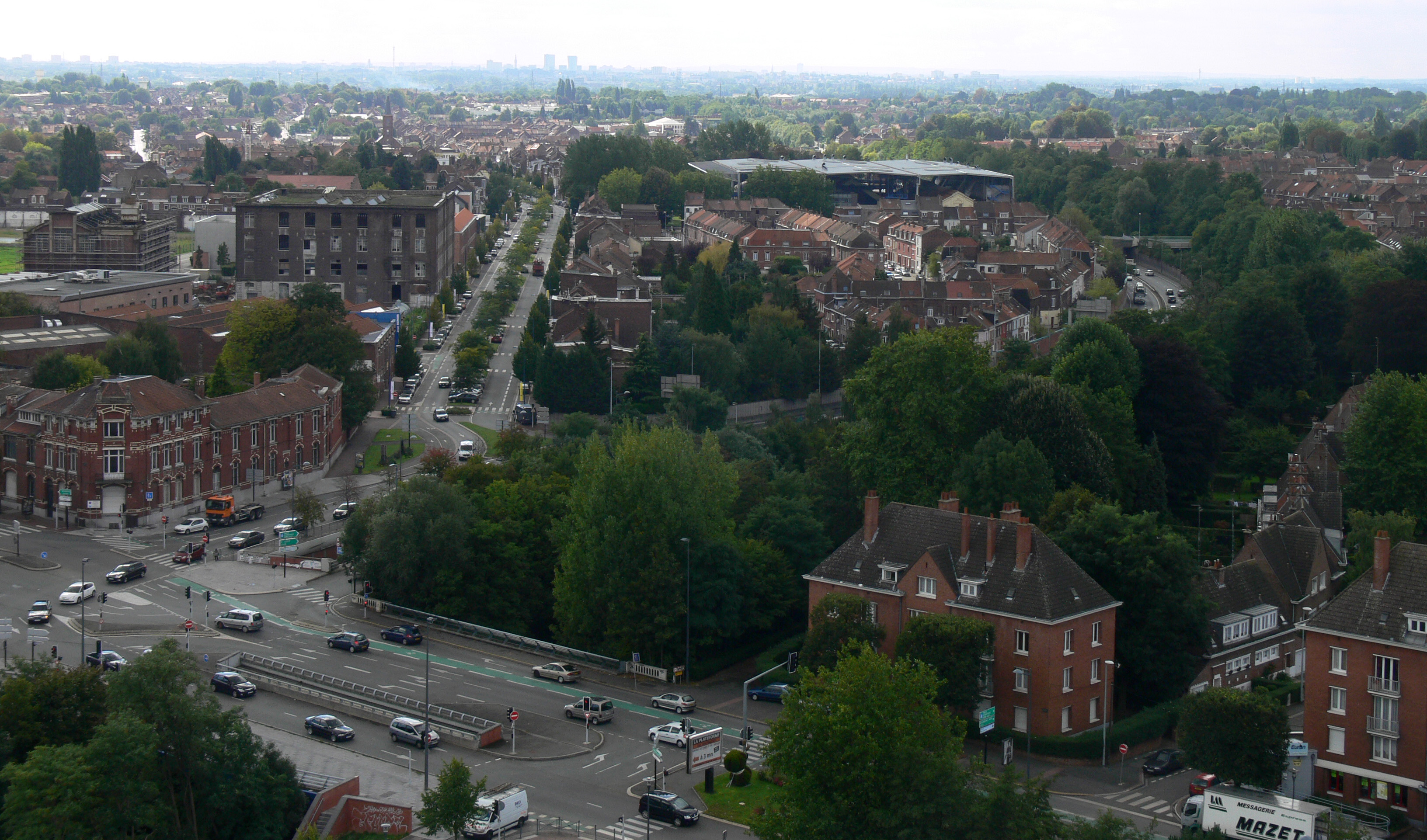
La grande toiture abrite Le Fresnoy, et à gauche, sur le secteur de la "Plaine Images" (Partie de la Zone de l'Union consacrée à l'image), on distingue les dernières réhabilitation du patrimoine industriel de l'ancienne usine Vanoutryve

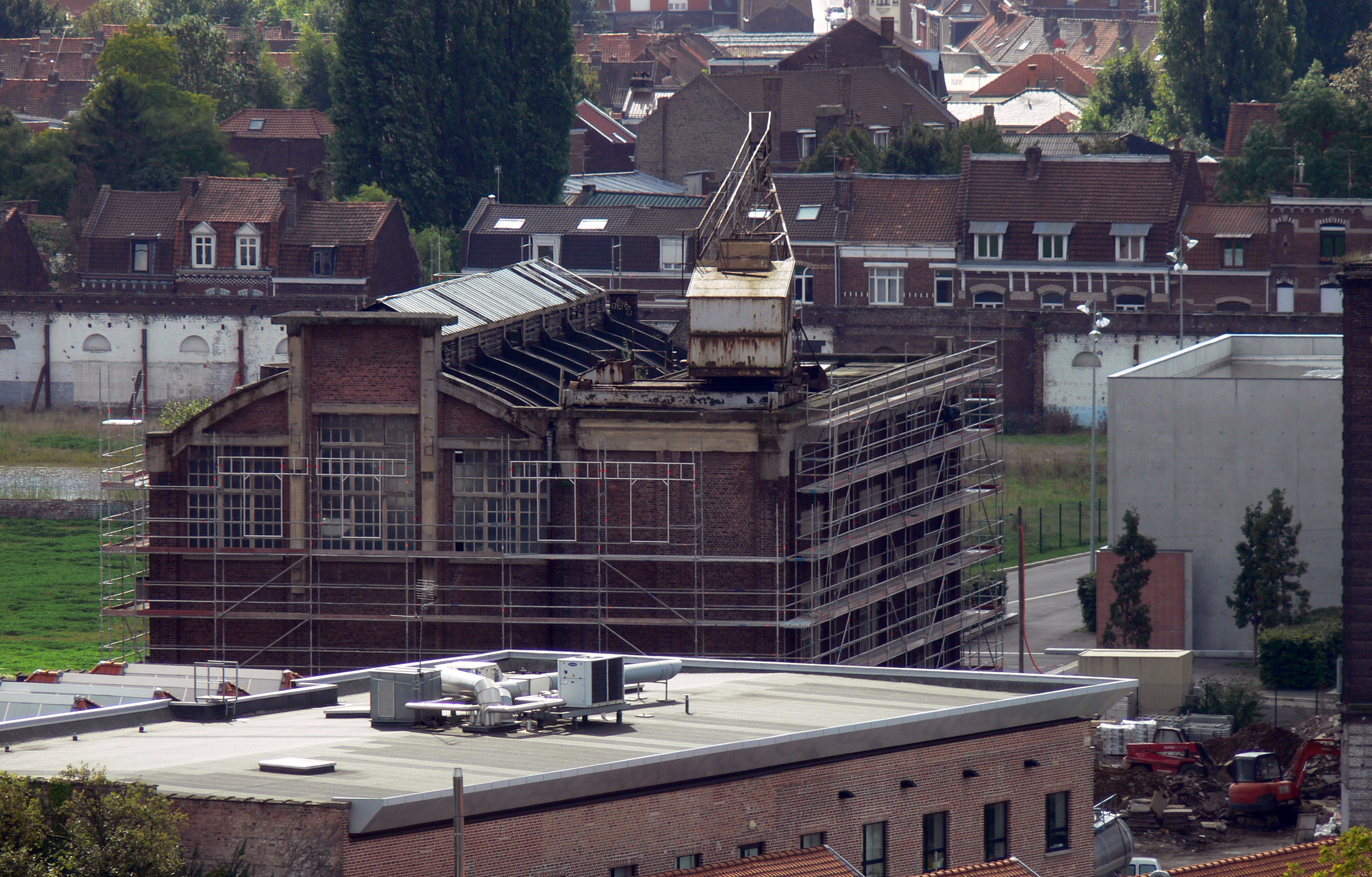
"La plaine Images" (élément excentré de la Zone de l'Union) avec ici l'ancienne chaufferie industrielle de l'usine Vanoutryve, en cours de réhabilitation, après désamiantage sécurisé. La grue fixée sur le toit sera conservée

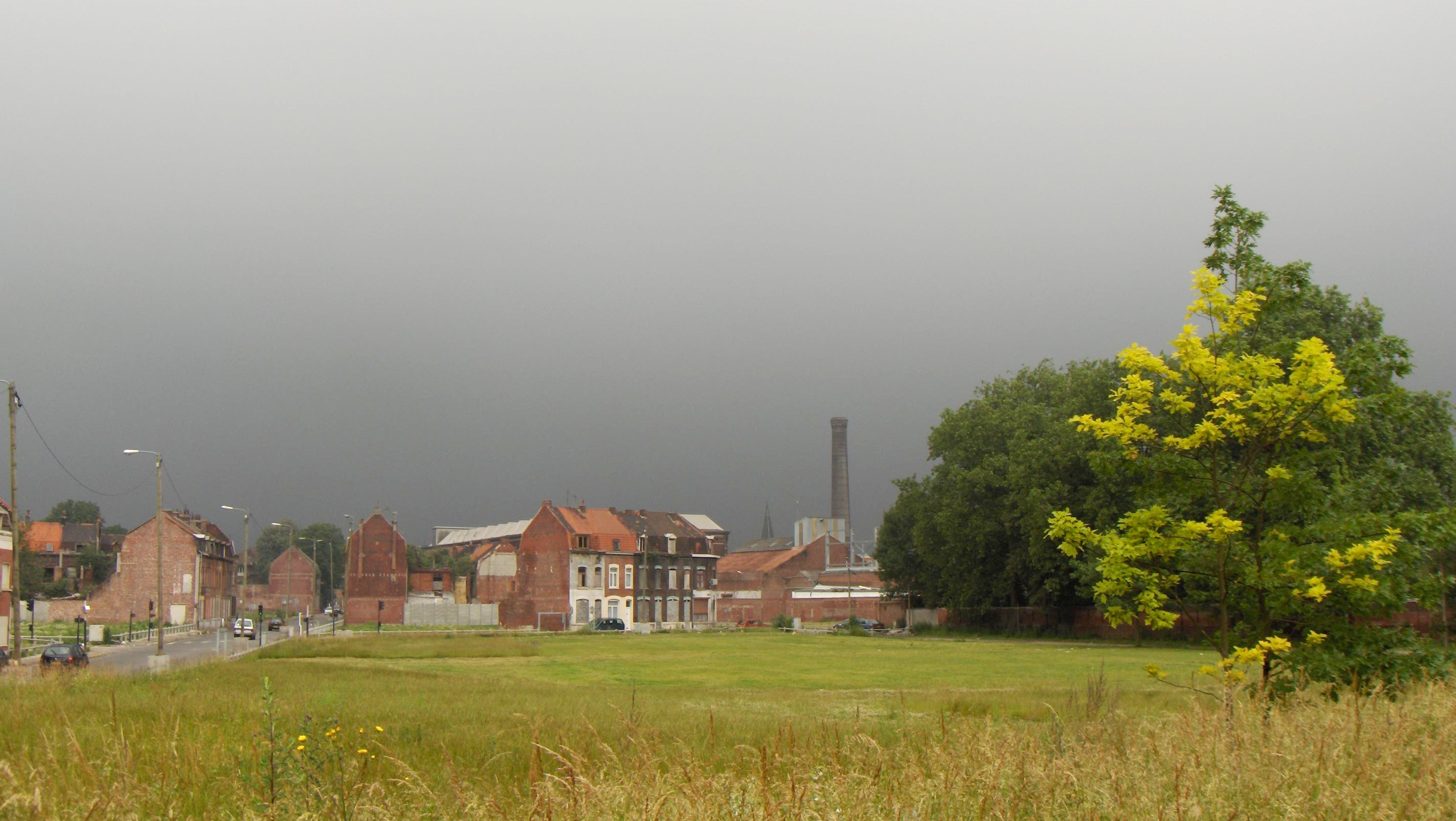
Le Parc de lUnion, vu de Roubaix (friche en partie spontanément renaturée, après traitement par l'EPF (Établissement public foncier

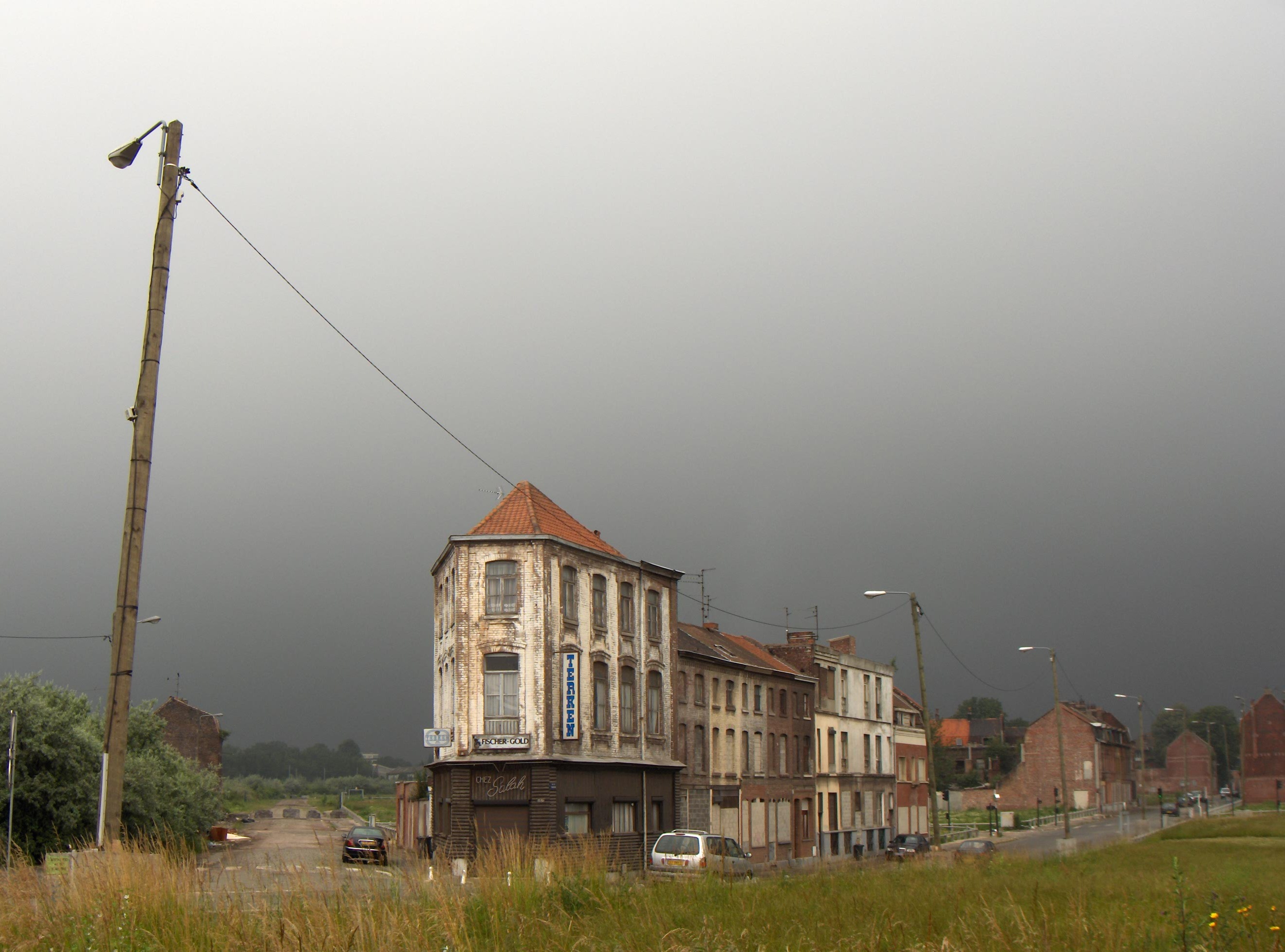
La rue de Tourcoing dans la Zone de l'Union au nord de Roubaix

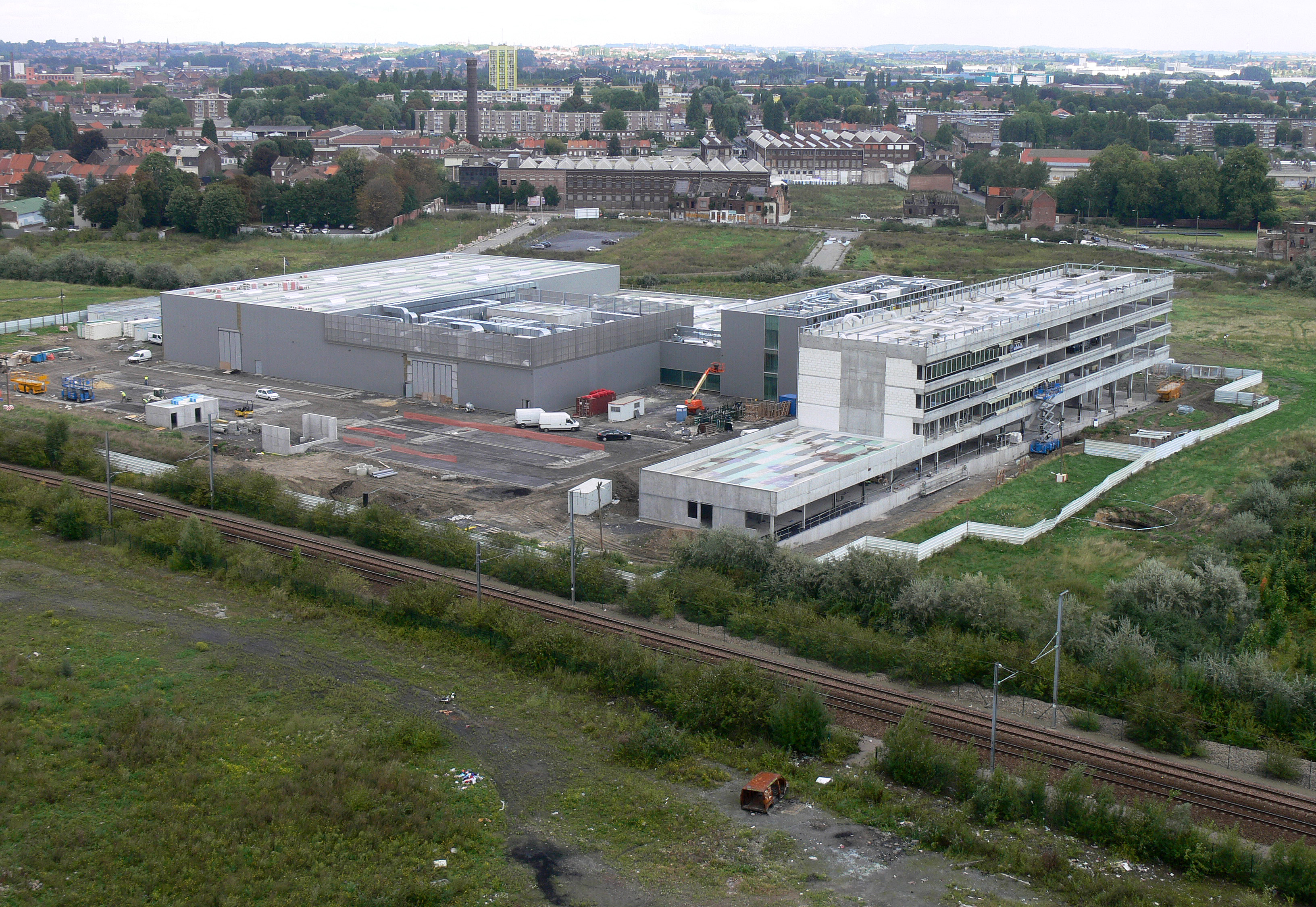
Construction du CETI (Centre européen des textiles innovants), septembre 2010, pièce maitresse du Pôle de compétitivité UP-TEX

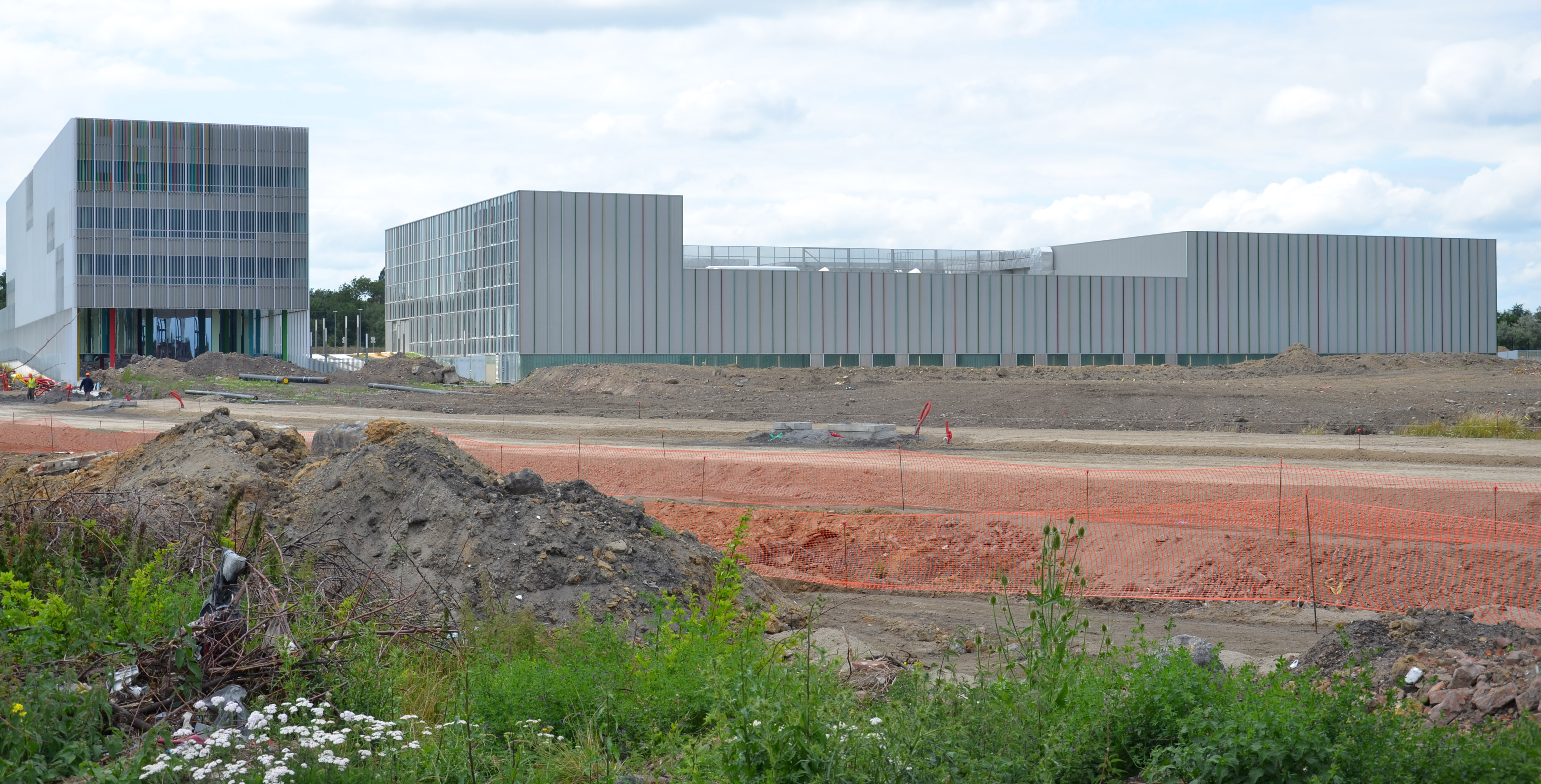
Le CETI, 9 mois après la photo ci-dessus

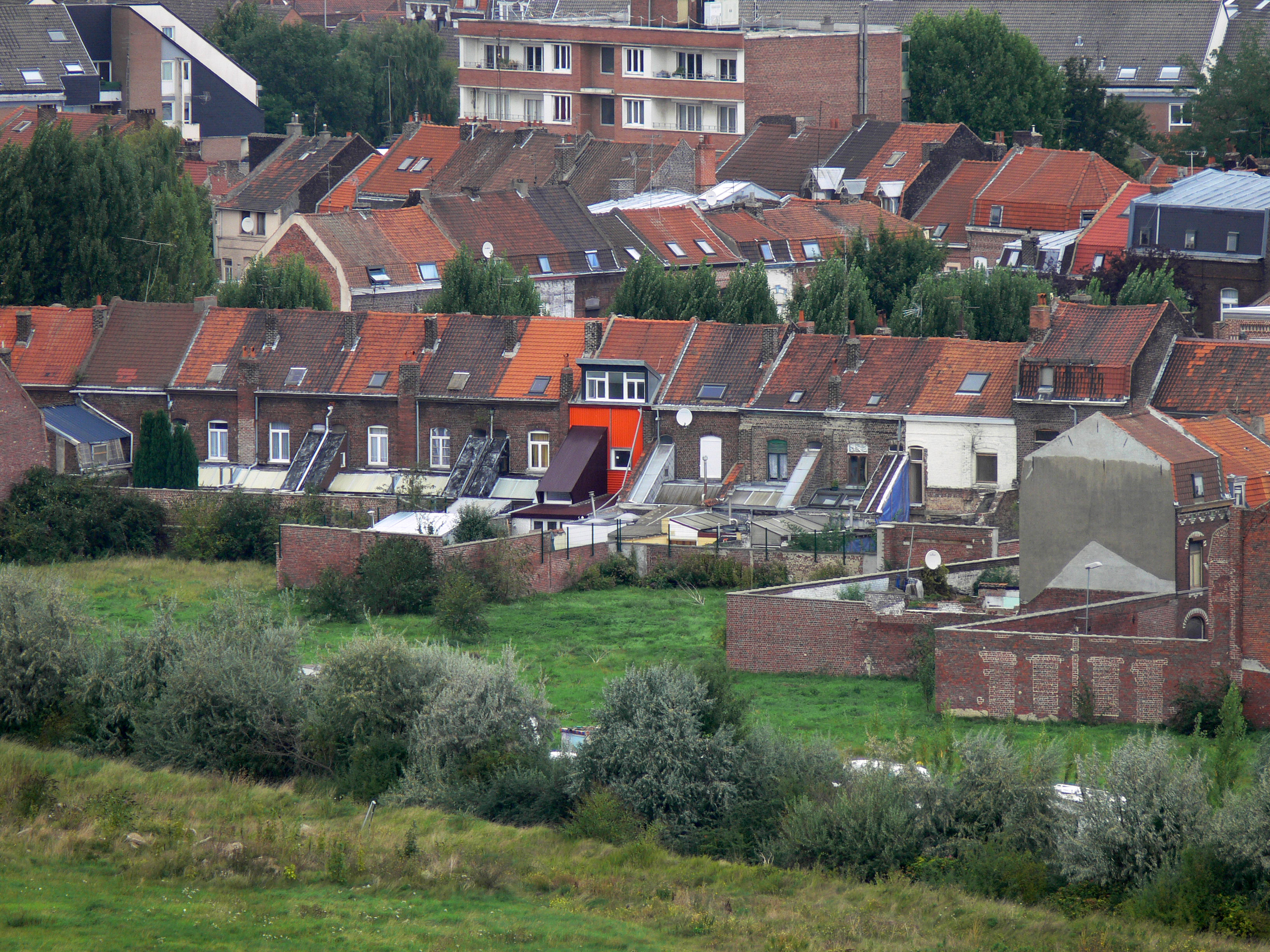
« Îlot Stephenson » (54 maisons initialement destinées à la démolition, et finalement conservées), avec première réhabilitation (isolation thermique et sonore côté jardin, (visible en orangé sur la photo)

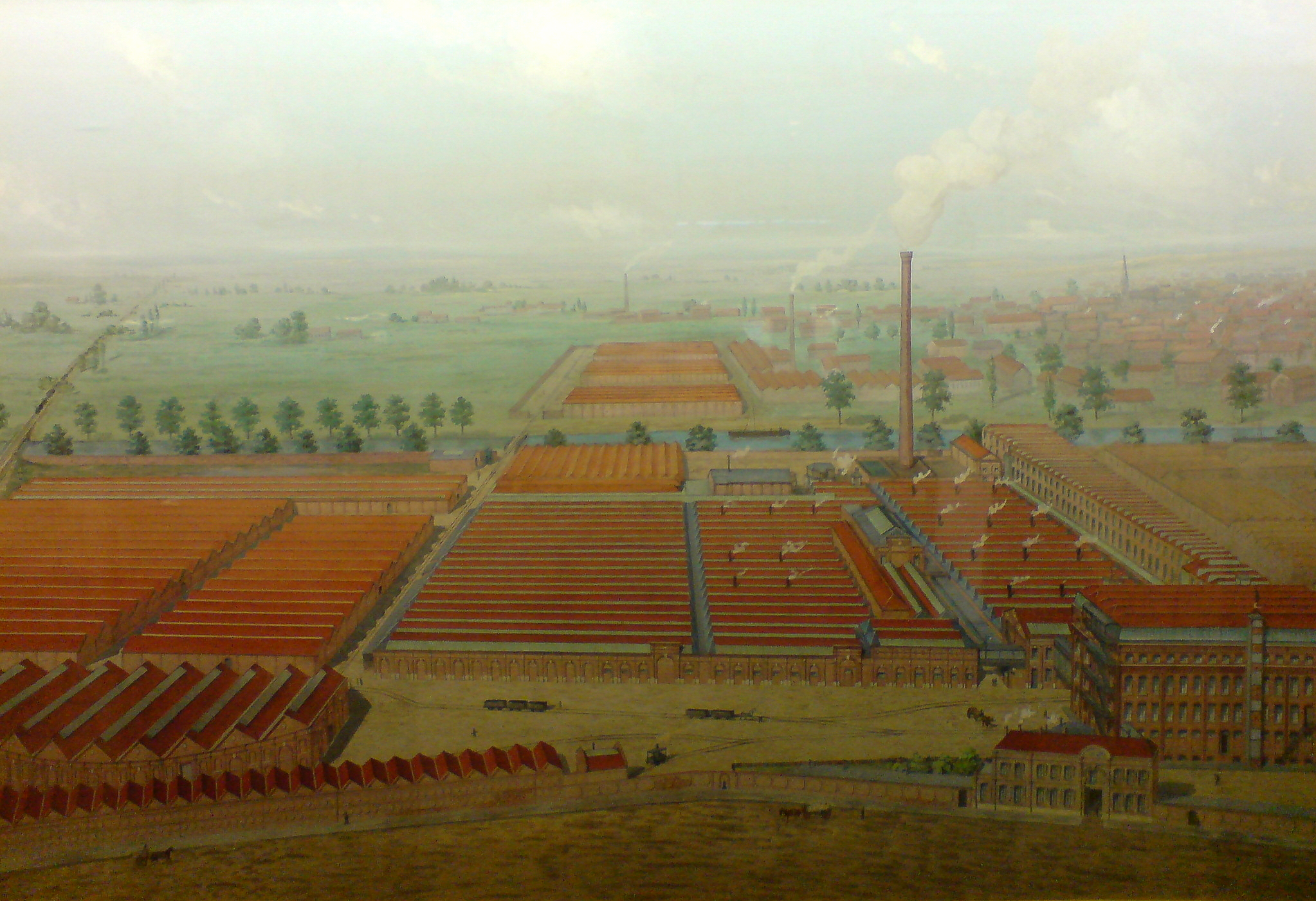
Peignage Motte, l'une des grandes entreprises de filature de Roubaix

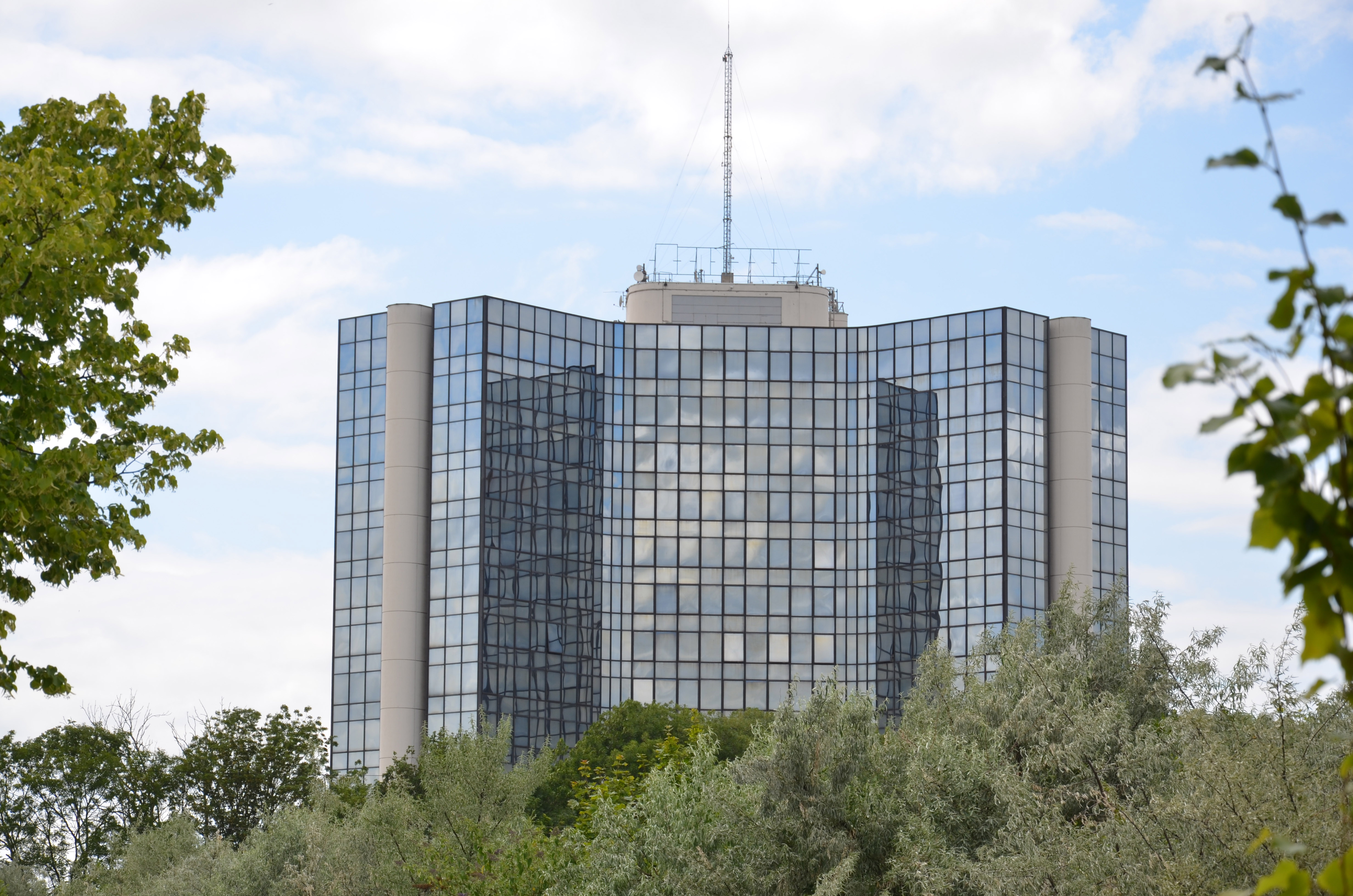
La Tour Mercure autour de laquelle s'étendra le pôle tertiaire

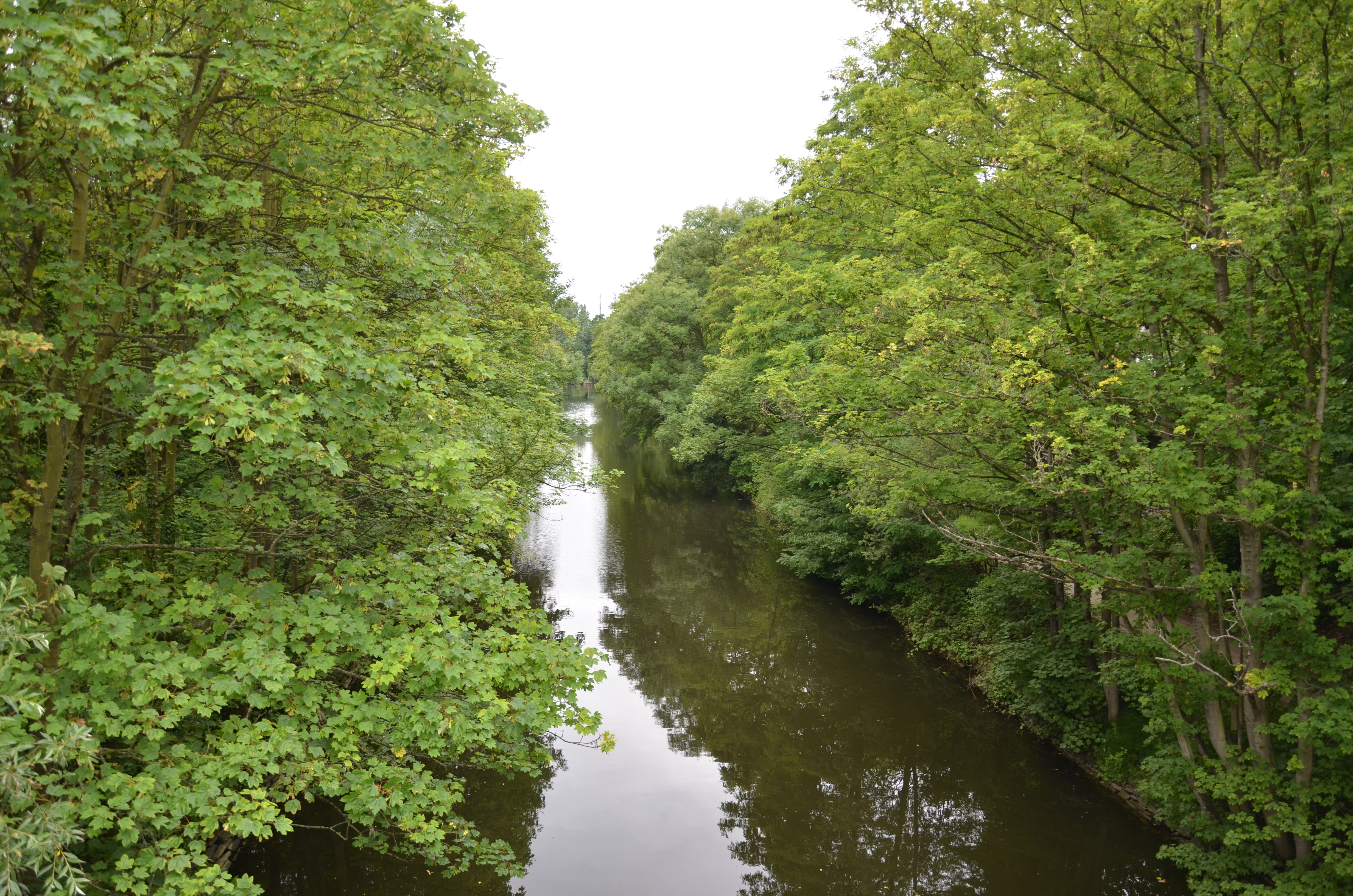
Les berges du Canal de Roubaix, et leurs ripisylves, bien que localement très artificielles sont un des axes de la trame verte et bleue locale, qui jouent - dans une certaine mesure - un rôle de corridor biologique connectant la zone de l'Union à son contexte écopaysager

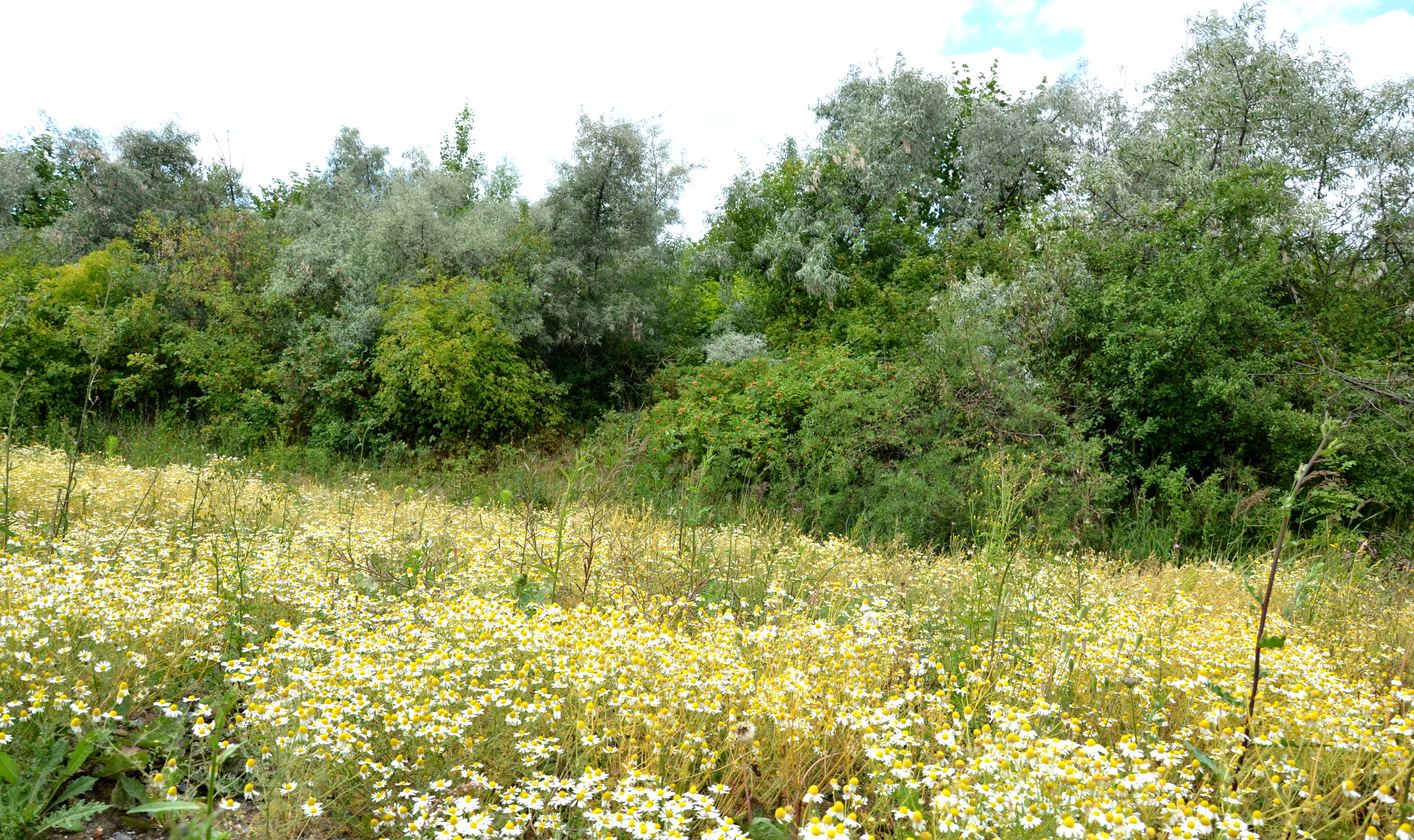
Les haies en partie subspontanées qui limitent la zone du drapé et les berges du canal.

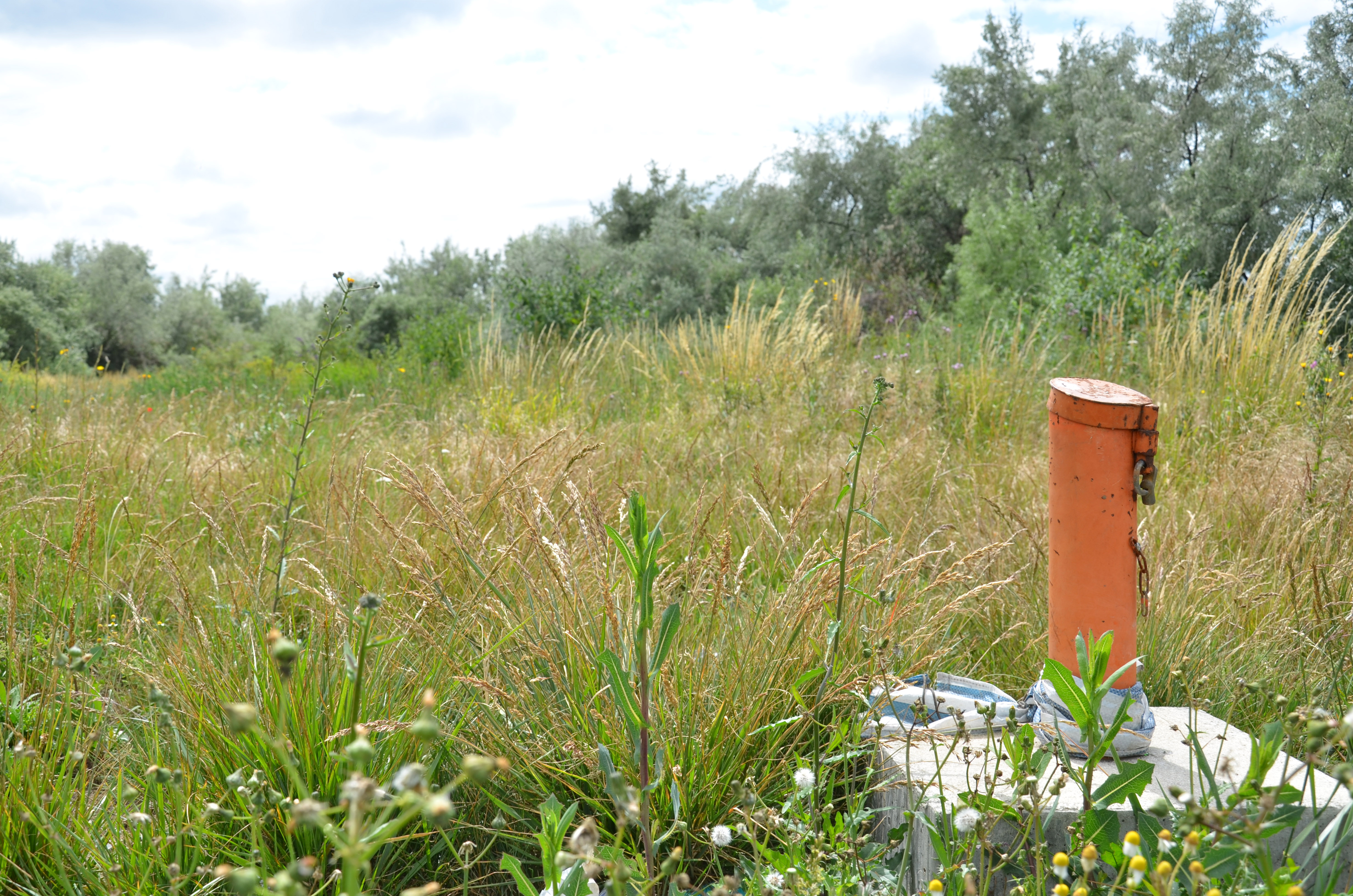
Piézomètre, permettant de surveiller la hauteur et la qualité de la nappe phréatique.

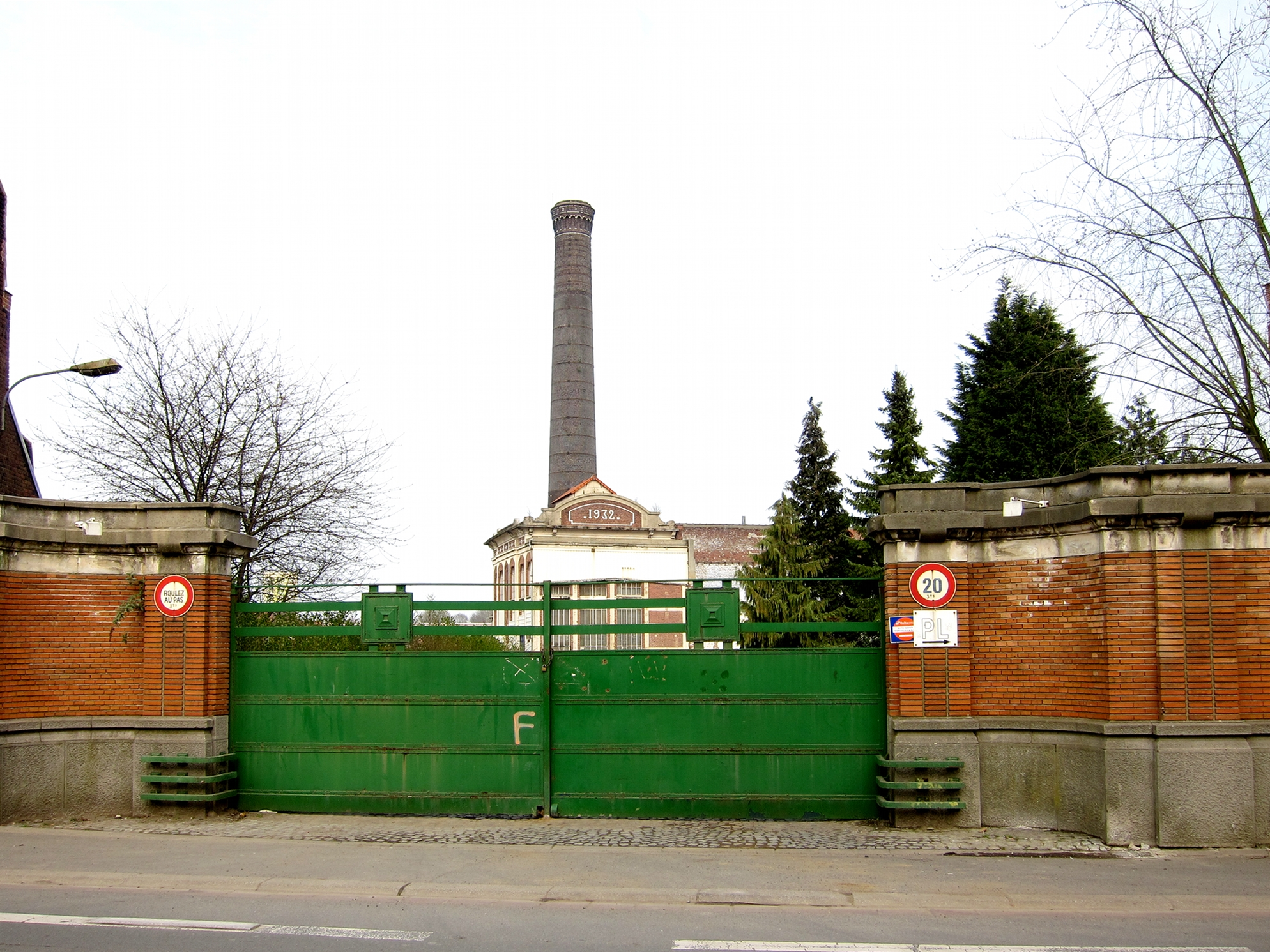
L'entrée de l'ancienne usine de La Tossée.

L'histoire ancienne en est mal connue, faute de traces archéologiques anciennes exploitables. Son histoire moderne est riche.
Construite en pleine révolution industrielle sur une zone qui est pour partie agricole au début du XIXe siècle, la zone de l'Union est un des centres industriels majeurs de la métropole lilloise, elle-même pôle textile majeur en France.
L'union abrite une zone dense d'habitat ouvrier, un ancien parc à charbon et de nombreux bâtiments industriels utilisés pour la transformation de produits chimiques (Districhimie dernièrement, qui a laissé un site pollué et qui a pollué la nappe sous-jacente selon la DRIRE notamment par des hydrocarbures aromatiques et organo-halogénés volatils (Solvants halogénés), sur deux zones de 880 et 1 820 m2, avec la mention : « Site traité avec restrictions d'usages, travaux réalisés, restrictions d'usages ou servitudes imposées (ou en cours) datée du 9 février 2000 et faisant suite au diagnostic initial »), un dépôt de produits pétroliers, une unité de fabrication de fenêtres en PVC, des ateliers de tôlerie et métallurgiques, des usines textiles, activités liées au canal et à ses écluses et à la voie ferrée qui traversent ou longent le site (voie ferrée encore en activité, avec un projet de valoriser ses abords comme corridor biologique dans le cadre de la trame verte locale).
Dans les années 1970, la Métropole européenne de Lille, comme la Chambre de commerce et d'industrie, estiment que la zone est stratégique en raison d'un potentiel de développement lié à sa situation intercommunale (Roubaix, Tourcoing, Wattrelos) et à sa proximité avec la frontière belge. Elles envisagent d'y construire une vaste zone commerciale, mais les moyens financiers manquent.
À la même époque, la CUDL envisage de combler le canal de Roubaix, qui n'est plus utilisé, pour y construire une autoroute. Une contre-expertise de l'atelier populaire d’urbanisme produit un projet alternatif qui aboutit à réhabiliter le Quartier de l'Alma. En 1971, la CCI installe un début de centre tertiaire, le Centre Mercure, inauguré 7 ans plus tard, en 1978.
En 1992, la zone est inscrite comme l'un des 7 « grands projets métropolitains » dans le contrat d'agglomération. En 1993, des études de la CCI suggèrent de donner au site une triple vocation (culturelle, sportive et économique). La même année, le Cabinet d'architecte Dancoine produit une étude sur la restructuration urbaine du site. Les travaux du collectif « canal » conduisent les collectivités à envisager de rouvrir le canal de Roubaix.
Le 16 octobre 1998, une convention signée entre la CUDL et l'EPF (établissement public foncier) permet à ce dernier d'intervenir sur le site (de 1998 à 2008 pour l'acquisition foncière des 80 hectares du projet et pour de premiers traitements ou investigations en ce qui concerne les risques et la pollution). 
En 1999, la CUDL se dote d'une compétence Aménagement de zones d'activité et le site est inscrit dans le programme « Ville renouvelée » de LMCU.
En l'an 2000, les acquisitions du foncier commencent avec l'achat par l'EPF de l'ancienne gare de marchandise et du site industriel de Districhimie. En décembre, la concertation est entamée. Une partie du site prend l'aspect d'un No mans land.
En 2001 et 2002, des études de diagnostic et de programmation sont lancées.
En 2004, la dernière activité industrielle (Peignage de la Tossée) cesse, laissant d'importantes séquelles paysagères et du point de vue de la pollution des sols, certaines de ces séquelles remontant aux destructions de la Première Guerre mondiale (Séquelles de guerre). Une Association des anciens salariés de la Tossée se crée et décide d'accompagner la reconversion sociale et la solidarité financière. La même année, une équipe d'urbaniste (Reichen et Robert & Associés) est sélectionnée pour pré-définir un programme ; permettant en juin le lancement d'une seconde étape de concertation. En juillet 2004, la brasserie Terken fait l'objet d'une liquidation judiciaire. Les anciens de Terken tentent de monter une brasserie coopérative.
En 2005, les études confiées en 2004 à une équipe pilotée par l'urbaniste et maître d'œuvre Pierre Bernard définissent 3 « lots industriels » (« Terken », « La Tossée », « Vanoutryve ») et en juillet un pôle de compétitivité (Up-Tex) est agréé.
Au printemps 2006, les études pré-opérationnelles sont terminées, permettant le lancement de la 3e phase de concertation (en mars), suivie (en avril) de la création officielle en avril 2006 d'une ZAC sur le site, par LMCU, à la suite d'une troisième étape de concertation préalable et avant mise en concurrence pour désignation d'un aménageur ayant concession d’aménagement. Cette même année 2006, une troisième phase de démolition est lancée, qui se poursuivra jusqu'en 2007.
Au printemps 2007, une concession d'aménagement est attribuée au groupement réunissant la SEM Ville Renouvelée et la SEM Euralille. Elle est chargée de l'aménagement du site, de sa viabilisation, des procédures d'acquisitions et de cessions foncières. Elle met aussi en place une animation, un site internet et accompagne des ateliers de coproduction, forum d'échange, club des partenaires, fonds de participation des habitants, extranet, etc. La SEM VR recompose alors sa structure interne, en intégrant dans son équipe un chargé d’expertise sociale et développement durable, Yves Lepers, et une chargée de l’action culturelle, Pascale Debrock, qui anime le projet par une série d’événements culturels et l'intégration d'actions participatives.
En 2008, la friche industrielle Vanoutryve, située de l'autre côté du canal fait l'objet de travaux de démolition et de réhabilitation (elle deviendra « La plaine Images » ; la démolition se poursuit sur le secteur de La Tossée.
En 2009, l'atelier électrique ouvre sur le site. C'est un lieu de dialogue entre partenaire et riverains du projet, ou observateurs (étudiants, stagiaires, thésards, enseignants...). Il a hébergé la compagnie théâtrale HVDZ en résidence, et a accueilli des plasticiens (Cléa Coudsi et Eric Herbin) ainsi que le Boustrophédon, et propose (entre autres choses) des « conversations » périodiques, au gré de l'évolution du chantier, avec des architectes, techniciens, représentants d'ONG pour partager savoirs et savoir-faire avec le public. Cette même année, le chantier du CETI a été inauguré (juillet 2009). Le CETI devrait être pleinement opérationnel fin 2012.
Une étude de pollution doit préciser et cadrer les conditions du chantier et le devenir des sols pollués.
Les 80 ha du site, en légère déclivité, sont concernés par un projet élaboré en 2000, suivi de deux phases en 2004 et 2006 avec des aménagements prévus jusqu'en 2020 environ, qui donnera lieu sur la période 2009-2012 au plus gros chantier régional et l'un des plus gros chantiers urbains de France, après une série de phases de démolition et de requalification pilotées notamment par l'EPF devenu propriétaire (portage foncier) d'une partie des terrains, avec LMCU, sur financement européens (FEDER) et état notamment, sur la base d'un premier plan d'aménagement fait par les architectes Reichen et Robert (avec 127 470 m2 à requalifier et 23 808 m2 de démolition).

## Le CETI
De 2006 à 2011, la construction et l'installation du CETI (Centre européen des textiles innovants) vont occuper 12 500 m2, pour un coût de 10 M€ (et 20 M€ de matériel) 42 millions d’euros selon d'autres sources, avec une inauguration prévue en 2011.
Ce bâtiment sera le centre du « Pôle de compétitivité UP-TEX », consacré à l'innovation dans le domaine du textile.

## Environnement
Le site est encore en 2009 marqué par de nombreuses séquelles, mais il présente aussi quelques atouts environnementaux.
- Le climat et l'humidité naturelle du sol y permettent une certaine résilience écologique comme en témoignent la flore spontanée et le processus de renaturation initié par l'EPF ;
- Il a fait l'objet d'une Analyse environnementale sur l'urbanisme (AEU, outil créé par la Région et l'État avec l'Ademe pour aider les collectivités à mettre en place des Agenda 21 ou s'inscrire dans une démarche de ville durable) (pour 15 245 €, apportés à 70 % par l'Ademe et la Région qui ont complété l'autofinancement de 30 %) ; cette étude a porté sur les choix énergétiques, l'environnement climatique, la gestion des déplacements, la gestion des déchets, l'environnement sonore, la Gestion de l’eau et la gestion des espaces et de la biodiversité. À proximité, le comité de quartier Fresnoy-Mackellerie a développé une expertise en matière d'inventaire et de place de la biodiversité (Portrait-Nature de quartier, Atelier nature).
- Ce projet a rapidement été identifié comme un futur « pôle de développement d’intérêt métropolitain » (en raison notamment de la proximité avec la frontière belge) s'inscrivant dans une stratégie de « Ville renouvelée sur elle-même » initiée par Lille Métropole Communauté Urbaine, développée par l’Agence de développement et d’urbanisme de Lille Métropole (dite ADU). Il a ensuite été reconnu comme l’un des six futurs « pôles d’excellence métropolitains » où la ville de Roubaix souhaite notamment voir se développer des activités image-service et nouveaux textiles[32].
- Sa superficie lui permet d'être une future vitrine de la ville durable et de jouer un rôle significatif en matière d'écologie urbaine (élément de la trame verte locale), permettant un certain « remboursement de dette écologique » et une contribution à la restauration qualitative et quantitative de la ressource en eau (la nappe carbonifère de Roubaix-Tourcoing localisée au nord du territoire communautaire a été dans le passé polluée et fortement surexploitée) ;
- La voie ferrée permettraient — moyennant quelques aménagements (génie écologique) — d'inscrire cette zone dans la trame verte communautaire en lui donnant une fonction supplémentaire de corridor biologique.
- Le canal (achevé vers 1970) a aujourd'hui peu de fonction de corridor biologique. Il pourrait aussi, avec quelques aménagements compensant le caractère très artificiel de ses berges, connecter le site avec la Trame bleue de l'agglomération et de la région (dans le cadre du Sdage et du Sage « Marque-Deûle » par exemple, dont le Canal de Roubaix fait partie.

Les ONG associées aux projets — Associations Entrelianes, Chico Mendes, Ferme aux loisirs, etc., dans le domaine de l'environnement — avec les habitants, ont notamment proposé que soit restauré un « corridor biologique » qui pourrait enjamber le canal grâce à la voie ferrée et permettre à la faune et à la flore de circuler entre ce site et d'autres espaces verts de la trame verte communautaire, dont deux espaces en cours de renaturation ; le Parc Cassel et le parc Brondeloire, ainsi qu'avec la petite zone boisée intra-urbaine de l'ancienne Ferme aux Loisirs où nidifie déjà l'épervier d'Europe et de nombreux oiseaux forestiers. Selon ces associations, la zone de l'Union pourrait devenir une vitrine de la restauration et valorisation de la biodiversité urbaine, ainsi que d'une démarche participative et éco-citoyenne.

## Suivi scientifique
La zone de l'Union est devenu un Site-Atelier qui fait l'objet d'études de la part de plusieurs universités et grandes écoles, avec notamment des projets de thèse ou thèses en cours dont par exemple :
- Caroline Lejeune - Thèse en cours sous la direction de M. Pierre Mathiot et Bruno Villalba intitulée « L’interaction du social et de l‘écologique dans la politique de rénovation urbaine de l'Union, Roubaix-Tourcoing-Wattrelos : contribution d'une approche transversale et interdisciplinaire de la décision politique". Thèse bénéficiant d'une CIFRE à l'Université Populaire et Citoyenne de Roubaix
- Coordination du projet de recherche « Vers un nouvel esprit de la démocratie ». Concertation instituée et mobilisation citoyenne autour de l’aménagement de l’écoquartier intercommunal de l’union Roubaix, Tourcoing, Wattrelos, dirigé par Bruno Villalba et Majdouline Sbaï, APR - CDE 2009 MEEDDM
- une thèse de doctorat portée par l'USTL sur l' « Influence des modalités de réaménagement en écoquartier d’un site urbain, sur la restauration d’une faune du sol fonctionnelle »[33],
- une thèse de doctorat portée par l'Université Lille-II sur « L’interaction du social et de l'écologique dans les politiques publiques : émergence des enjeux socio-écologiques dans la décision publique »[34].
- une thèse de doctorat, soutenue par l'École des mines de Douai (Département de génie civil et environnemental), intitulée « Redéveloppement de friches industrielles en milieu urbain : croisement de données environnementales et d’aménagement », entamée en octobre 2010, dans le cadre du projet REFRINDD ; Le croisement de données environnementales (géologie, hydrologie, pollution…) et sociétales (perception, forme et fonctions urbaines…) via des outils tels que SIG, Analyse multicritère décisionnelle, Analyse coût bénéfice, « Système d'intégration pour l'urbanisme »... vise à mettre au point et tester, de manière interdisciplinaire, une méthodologie de croisement de données permettant « une vision spatiale ambivalente » des friches industrielles et permettant de produire des critères d'aide à la décision utilisables à toutes les étapes du réaménagement d'une friche polluée[7].

## Gestion et limitation des nuisances du chantier
Pour limiter les nuisances sonores et la gêne occasionnée par ce chantier, les plantations et les terrassements et nivellements devraient se faire progressivement, au fur et à mesure du chantier et toujours sur le site lui-même sur des idées notamment fournies par les étudiants de l'école d'architecture et de Paysage de Lille (à Villeneuve d'Ascq). Les déblais d'un chantier devenant sur place les remblais d'un autre.

## Investissements
De nombreux investissements sont faits par les collectivités. En particulier, le projet est largement financé par Lille Métropole Communauté urbaine : La délibération 11C0706, approuvée par le conseil de communauté du 08 décembre 2011, indique que le bilan d'opération s'élève à 206 468 291 euros H.T. en dépenses, dont une participation de Lille Métropole à hauteur de 130 689 816 euros.
Batixia, société d’investissement régional (SIR, créées par la loi « Solidarité et Renouvellement urbain ») financée par le conseil régional et la Caisse des dépôts, est associée au projet ; elle contribue aux investissements via des PPP (partenariats public-privé), pour aider des entreprises à acquérir des locaux professionnels. Des systèmes de type Tiers-investisseur sont possibles.

## Aménagements en cours et usages futurs potentiels
En janvier 2003, un marché de définitions a été ouvert par Lille Métropole Communauté urbaine et ses partenaires pour préciser le potentiel et les vocations du site, ainsi qu'un programme et des principes d’aménagement, permettant à 3 équipes retenues (Reichen & Robert ; Paul Chemetov et Bailly-Dancoine) de faire trois scénarios de propositions. Celui de l'équipe Reichen & Robert a été jugé le plus proche des préoccupations du maîtrise d'ouvrage en proposant :
- une stratégie foncière visant à réaliser une première tranche (d'un « campus textile ») offrant image immédiate au site ;
- une « programmation économique importante » ;
- une logique d’accessibilité via les transports en commun et routiers ;
- une mixité des fonctions ;
- un projet de logements valorisé par une situation en front de parc.
- Au nord du site, l'« îlot Stephenson »[39] était initialement promis à la démolition. Il s'inscrit dans un environnement socio-économique difficile (nombreux bénéficiaires du RMI, 20 % de chômage en 2009. Les habitants, regroupés au sein de l'association « Rase pas mon quartier », ont poussé l'aménageur et l'association d'architectes Notre atelier commun[40], dirigée par Patrick Bouchain, à réhabiliter 30 des 54 maisons de l'îlot selon les normes BBC (Bâtiment de basse consommation), mais en auto-réhabilitation. Les 24 maisons restantes sont occupées. La première maison réhabilitée a été inaugurée fin septembre 2010[41].
- Une zone d'habitat et des espaces verts susceptibles de contribuer à la trame verte des 3 communes et de la communauté urbaine est prévue. Il est question de faire du site un « pôle d'excellence métropolitain » et d'intérêt national sur le thème du textile, avec notamment un « centre européen des textiles innovants » (CETI, inauguré le 10 octobre 2012[42]).
- Un projet de studio de tournage appelé provisoirement Union Studio[43].

En 2010, l'aménageur, avec les communes de Roubaix et de Tourcoing, réfléchit au développement du réseau de chaleur existant roubaisien, à l'utilisation de toitures végétalisées et à une gestion des eaux pluviales plus écologique, à la mutualisation de parkings mutualisés en s’appuyant sur la mixité des usages, au renforcement des transports en commun, au partage de la voirie pour laisser au moins autant de place aux piétons et vélos qu'aux automobiles, « conciergeries » pour concentrer des services (en rez-de-chaussée), des parkings (au-dessus).

### Vidéographie
- (fr) Vidéo présentant le projet, sur le site du "Palmarès EcoQuartier ", 2011